# Lunae Promontorium (Lusitània)
Lunae Promontorium (Σελήνης ὄρος ἄκρον) era un cap de Lusitània que Claudi Ptolemeu situa prop de la desembocadura del Tajo. Se suposa que seria el Cap de la Roca (Cabo da Roca) prop de la ciutat de Sintra, on hi havia un temple dedicat al Sol i la Lluna. Alguns el situen al Cap Carvoeiro, una mica més al nord.